# Mark Romer, Baron Romer

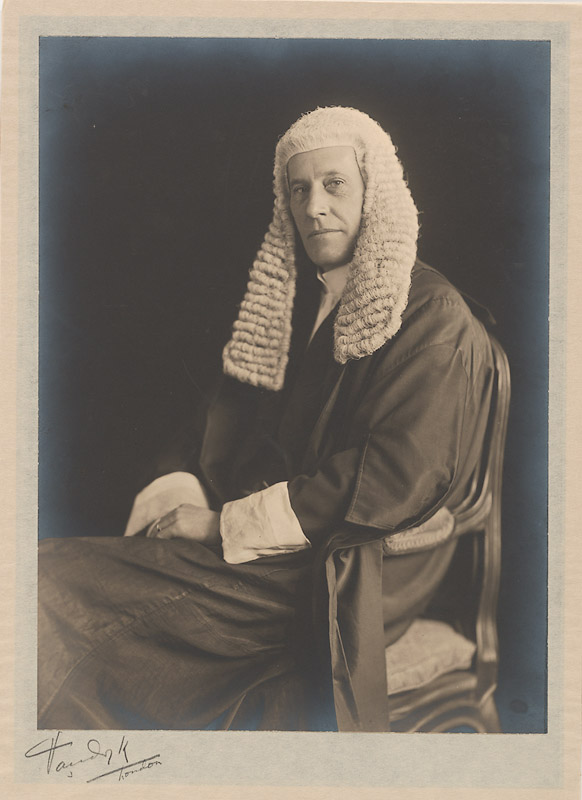
Mark Romer, Baron Romer

Mark Lemon Romer, Baron Romer PC KC (* 9. August 1866; † 19. August 1944) war ein britischer Jurist, der zuletzt als Lord of Appeal in Ordinary aufgrund des Appellate Jurisdiction Act 1876 als Life Peer auch Mitglied des House of Lords war. 

## Leben

### Rechtsanwalt und Richter
Romer war der Sohn des Barrister und späteren Richters am High Court of Justice sowie am Court of Appeal Robert Romer sowie von Betty Lemon, einer Tochter des Gründungsherausgebers der Zeitschrift Punch, Mark Lemon. Auch er absolvierte nach dem Schulbesuch ein Studium der Rechtswissenschaften und erhielt 1890 seine anwaltliche Zulassung bei der Rechtsanwaltskammer (Inns of Court) von Lincoln’s Inn. Für seine anwaltlichen Verdienste wurde er 1906 zunächst zum Kronanwalt (King’s Counsel) sowie 1910 auch sogenannter „Bencher“ der Anwaltskammer von Lincoln’s Inn. Neben seiner anwaltlichen Tätigkeit war er 1914 Rechtsberater des Royal College of Physicians sowie 1915 der University of Cambridge.
1922 wurde Romer wie bereits sein Vater von 1890 bis 1899 Richter der Kammer für Wirtschaftssachen (Chancery Division) an dem für England und Wales zuständigen  High Court of Justice und bekleidete dieses Richteramt bis 1929. Zugleich wurde er 1922 zum Knight Bachelor geschlagen und führte seither den Namenszusatz „Sir“. Nach Beendigung dieser Richtertätigkeit erfolgte 1929 seine Berufung zum Richter (Lord Justice of Appeal) am Court of Appeal, dem für England und Wales zuständigen Appellationsgericht, an dem er bis 1938 tätig war. Daneben wurde er 1938 auch zum Privy Councillor ernannt.

### Lordrichter, Oberhausmitglied und verwandtschaftliche Beziehungen
Zuletzt wurde Romer durch ein Letters Patent vom 5. Januar 1938 aufgrund des Appellate Jurisdiction Act 1876 als Life Peer mit dem Titel Baron Romer, of New Romney in the County of Kent, zum Mitglied des House of Lords in den Adelsstand berufen und wirkte bis zu seinem Rücktritt am 6. April 1944 als Lordrichter (Lord of Appeal in Ordinary).
Aus seiner am 12. Juli 1893 geschlossenen Ehe mit Anne Wilmot Ritchie, einer Tochter des Politikers Charles Thomson Ritchie, 1. Baron Ritchie of Dundee, der unter anderem Präsident des Board of Trade sowie später Innenminister (Home Secretary) und Schatzkanzler war, gingen zwei Söhne hervor, darunter Charles Robert Romer, der zwischen 1951 und 1960 ebenfalls Lord Justice of Appeal war.
Sein Schwager war der spätere Lord of Appeal in Ordinary und Lordkanzler Frederic Maugham, 1. Viscount Maugham, der mit seiner Schwester Helen Mary Romer verheiratet war. Ferner war er auch mit Frank Russell, Baron Russell of Killowen, einem weiteren Lord of Appeal in Ordinary, verwandt, der mit seiner Schwägerin Mary Emily Ritchie, einer weiteren Tochter von Charles Thomson Ritchie verheiratet war.